# Zara Cully
Zara Cully, all'anagrafe Zara Cully Brown (Worcester, 26 gennaio 1892 – Los Angeles, 28 febbraio 1978), è stata un'attrice statunitense.

## Biografia
Zara Cully intraprese il mestiere di attrice superati i cinquant'anni. Dopo alcune apparizioni come guest star in serie televisive, nel 1970 esordì al cinema nel film Il silenzio si paga con la vita, ultima pellicola diretta dal regista William Wyler. Tra le altre sue apparizioni sul grande schermo, da ricordare Un uomo oggi (1970) e L'angelo della morte (1971).
È nota per aver interpretato dal 1975 al 1977 la sit-com I Jefferson, nel ruolo della bisbetica Mamma Jefferson, comprensiva con il figlio George (Sherman Hemsley) ma spietata con la nuora Louise (Isabel Sanford), che critica continuamente e che non ritiene all'altezza del proprio figlio.
La Cully morì il 28 febbraio 1978 a causa di un carcinoma del polmone. Per giustificare la sua uscita di scena dalla sitcom, gli autori dei Jefferson adattarono la sceneggiatura inserendo la morte del personaggio di Mamma Jefferson.

## Filmografia parziale

### Cinema
- Il silenzio si paga con la vita (The Liberation of L.B. Jones), regia di William Wyler (1970)
- Un uomo oggi (WUSA), regia di Stuart Rosenberg (1970)
- Per salire più in basso (The Great White Hope), regia di Martin Ritt (1970)
- L'angelo della morte (Brother John), regia di James Goldstone (1971)
- Sugar Hill, regia di Paul Maslansky (1974)
- Darktown Strutters, regia di William Witney (1975)

### Televisione
- Il tempo della nostra vita (Days of Our Lives) - serie TV, 1 episodio (1965)
- I giorni di Bryan (Run for Your Life) - serie TV, episodio 1x15 (1966)
- Cowboy in Africa - serie TV, 1 episodio (1967)
- Mistero in galleria (Night Gallery) - serie TV, 1 episodio (1971)
- Mod Squad, i ragazzi di Greer (The Mod Squad) - serie TV,1 episodio (1972)
- Arcibaldo (All in the Family) - serie TV, 2 episodi (1974-1975)
- I Jefferson (The Jeffersons) - serie TV, 35 episodi (1975-1977)